# Harry Mitchell

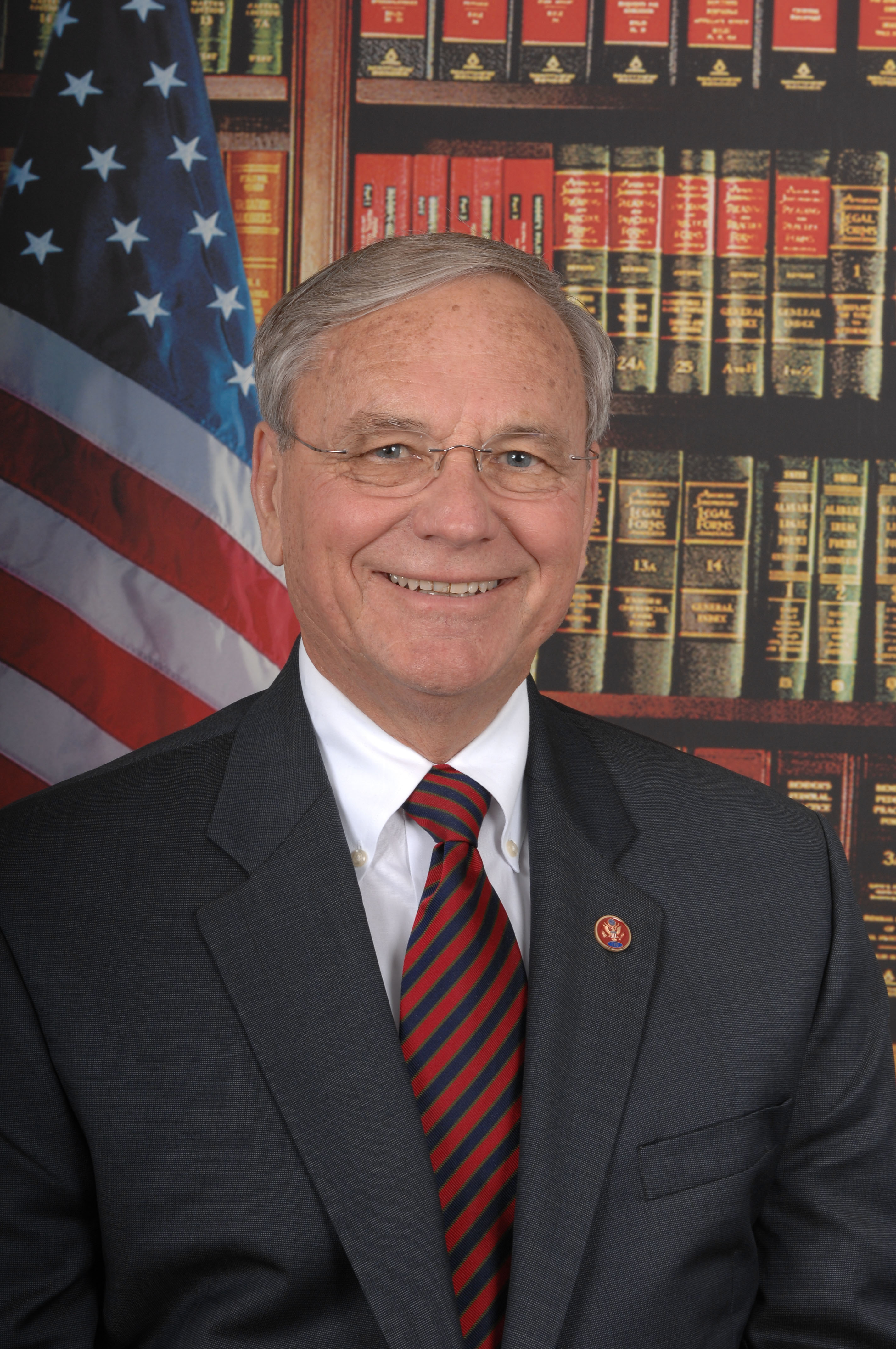
Harry Mitchell

Harry E. Mitchell, född 18 juli 1940 i Phoenix, Arizona, är en amerikansk demokratisk politiker. Han representerade delstaten Arizonas femte distrikt i USA:s representanthus 2007–2011.
Mitchell studerade vid Arizona State University. Han avlade 1962 sin grundexamen och 1980 sin master. Han var borgmästare i Tempe 1978–1994 och ledamot av Arizonas senat 1999–2006.
Mitchell besegrade sittande kongressledamoten J.D. Hayworth i mellanårsvalet i USA 2006. Han efterträdde Hayworth i representanthuset i januari 2007. Mitchell omvaldes 2008 men förlorade mot republikanen David Schweikert i mellanårsvalet i USA 2010. Han efterträddes av Schweikert i januari 2011.
Mitchell är katolik. Han och hustrun Marianne har två vuxna barn.